# Goeree-Overflakkee
Goeree-Overflakkee è un'isola del delta del Reno, della Mosa e della Schelda ed una municipalità dei Paesi Bassi situata nella provincia dell'Olanda Meridionale, ufficialmente istituita il 1º gennaio 2013 e consistente del territorio delle ex municipalità di  Dirksland, Goedereede, Middelharnis e Oostflakkee, le quali hanno cessato di esistere lo stesso giorno.
L'isola è separata dalle isole di Voorne, Putten e Hoeksche Waard dall'Haringvliet, dalla terraferma della provincia del Brabante Settentrionale dal Volkerak e dall'isola di Schouwen-Duiveland dal Grevelingenmeer.
Anche se parte della provincia dell'Olanda Meridionale, il dialetto parlato sull'isola è molto più vicino allo zelandese che al Dialetto olandese.